# Participação dos russos na guerra Etíope-Eritreia
A participação dos russos na guerra Etíope-Eritreia foi representada por conselheiros militares e mercenários. A grande maioria lutou ao lado da Etiópia, embora alguns tenham se juntado à Eritreia.

## História
O envolvimento de estrangeiros na guerra foi causado pela falta de pilotos, técnicos e armeiros treinados em ambos os países. Eritreia e Etiópia começam a comprar aviões, helicópteros e outros equipamentos russos. Os etíopes também convidaram especialistas militares.
No verão de 1998, em um voo fretado, o transportador Ilyushin Il-76 entregou 80 especialistas à base principal da Força Aérea da Etiópia.
O escopo das atividades dos militares russos incluiu a verificação da prontidão das tropas para conduzir operações de combate, a participação no desenvolvimento do plano de defesa aérea do país e o uso da aviação.
Os russos não só prestaram serviços de consultores, mas também participaram das hostilidades. Por exemplo, especialistas militares pilotaram Su-27 e Mi-24 etíopes.
Supostamente, os russos no céu lutaram com mercenários que lutaram pela Eritreia. Em fevereiro de 1999, os pilotos russos podem ter entrado em combate aéreo com os ucranianos.
De acordo com a revista italiana Analisi Difesa, os estrangeiros participaram do planejamento da ofensiva de maio de 2000. A operação foi preparada por dezoito conselheiros militares russos e especialistas do mais alto nível de comando.

## Comandantes
O Estado - Maior Geral da Etiópia era liderado pelo general Anatoly Kasyanenko, ex-chefe do Estado-Maior do distrito militar dos Urais, o Estado-Maior da força aérea era supervisionado pelo general Ivan Frolov, seu assistente, general Dmitry Efimenko, era responsável pela aviação de bombardeiros e pela prontidão de combate dos sistemas de defesa aérea-coronel Evgeny Obukhov, ex-comandante de uma unidade de defesa aérea em Kubinka, perto de Moscou. Todas essas pessoas foram recrutadas ao mesmo tempo pelo general Yakim Yanakov, que liderou as forças estrangeiras em geral.
Yanakov agiu com a aprovação do Ministério das Relações Exteriores da Rússia.

## Número e composição
Segundo o jornal Nezavisimaya Gazeta, em março de 2000 havia cerca de 500 russos no país.
O jornal Sobesednik em maio 2001 do ano, após a guerra, relatou a participação de pelo menos 150 pessoas de voo (pilotos de caças, tripulações de helicópteros e aeronaves de transporte militar) no conflito do lado da Etiópia, pelo menos especialistas em terra 200, cerca de duas dúzias de especialistas em pessoal e o mesmo número de especialistas técnicos em artilharia e sistemas eletrônicos.
A edição Version estimou o número do contingente na ordem de mil especialistas militares, cento e cinquenta pilotos e cinquenta especialistas em inteligência tática.
O observador militar e historiador Ivan Konovalov citou o número de cerca de 100 pessoas.